# Idiomas de Curazao
Curazao es una sociedad políglota y culturalmente rica. Los idiomas hablados son el papiamento, el neerlandés, el inglés y el español. La mayoría de la gente en la isla (85 por ciento) hablan papiamento. Mucha gente puede hablar estos cuatro idiomas. Tanto el español como el inglés tienen una larga presencia histórica en la isla junto con el neerlandés y papiamento. El castellano se ha mantenido como un idioma importante a lo largo de los siglos XVIII y XIX en parte también debido a los estrechos lazos económicos con la cercana Venezuela y con Colombia. El uso del inglés data de principios del siglo XIX, cuando Curazao se convirtió en una colonia británica. De hecho, después de la restauración del gobierno neerlandés en 1815, los oficiales coloniales ya tenían un amplio uso del inglés, en la isla (van Putte, 1999). La reciente inmigración del Caribe de habla inglesa y de otras islas de las Antillas Neerlandesas (San Eustaquio, Saba y Sint Maarten)-donde el idioma principal es el inglés, así como el ascenso de inglés como idioma internacional y turístico, ha intensificado el uso del inglés en Curazao. Durante gran parte de la historia colonial, el neerlandés nunca fue tan hablada como el inglés o el español y permaneció exclusivamente como un idioma para la administración y asuntos jurídicos, el uso popular de la lengua neerlandesa aumentó hacia el final del siglo XIX y principios del siglo XX (van Putte, 1999).
Históricamente, la educación en Curazao, Aruba y Bonaire había sido predominantemente en español hasta fines del siglo XIX. También hubo esfuerzos para introducir la educación bilingüe en neerlandés y el popular papiamento a finales del siglo XIX (van Putte, 1999). El neerlandés se hizo el único idioma de instrucción en el sistema educativo en el siglo XX para facilitar la educación de los hijos de los empleados expatriados de la empresa neerlandesa Shell (Romer, 1999). El papiamento fue tentativamente vuelto a introducir en el currículo escolar a mediados de la década de 1980. El debate político reciente se centró en la cuestión del papiamento como el único idioma de instrucción. Los partidarios de hacer el papiamento el único idioma de instrucción argumentan que ayudará a preservar la lengua y mejorar la calidad de la enseñanza primaria y secundaria. Los defensores de la enseñanza en lengua neerlandesa, argumentan que los estudiantes que cursan estudios en neerlandés estarán mejor preparados para la educación universitaria gratuita que ofrecen a los residentes de Curazao, los Países Bajos.
El 1 de julio de 2007, las Antillas Neerlandesas declararon el neerlandés, papiamento y el inglés como idiomas oficiales, en reconocimiento de la lengua neerlandesa y las comunidades que hablan papiamento e inglés de habla en todas las islas.
Los idiomas oficiales actualmente son el neerlandés, lengua madre de alrededor del 10% de la población y el papiamento lengua madre de alrededor del 75% de la población. El papiamento pertenece a la familia de lenguas creoles (criollas) del mar Caribe, y se caracteriza por ser una mezcla de lenguas europeas y africanas. Otros idiomas de uso general, son el español y el inglés.
| Idioma                | Papiamento | Inglés | Neerlandés | Español | Otros |
| --------------------- | ---------- | ------ | ---------- | ------- | ----- |
| Curazao               | 81         | 3      | 8          | 6       | 2     |
| Antillas Neerlandesas | 65         | 16     | 7          | 6       | 5     |